# Steffen Bruhn
Steffen Bruhn (* 16. März 1990 in Kiel) ist ein deutscher Fußballspieler. Seit Sommer 2016 spielt er bei Türkspor Kiel und wird meist im defensiven Mittelfeld eingesetzt.

## Karriere
In seiner Jugend spielte Bruhn unter anderem in der Jugendmannschaft des Bundesligisten Hertha BSC. 2008 kehrte er zu Holstein Kiel zurück. Zwischen 2009 und 2011 spielte er vor allem für die in der Oberliga spielende zweite Mannschaft. Am 27. April 2010 bestritt er beim 1:0-Sieg gegen Dynamo Dresden sein bisher einziges Profispiel. Im Sommer 2011 wechselte er in die Oberliga zum ETSV Weiche Flensburg. Mit diesem stieg er 2012 in die Regionalliga auf. In der Regionalliga kam er nur noch selten zum Einsatz. Im Sommer 2013 ging er zurück in die Oberliga zum TSV Altenholz.